# 248
Năm 248 là một năm trong lịch Julius. 

## Sự kiện
- Cuộc khởi nghĩa Bà Triệu

## Mất
- Vương Bình, tướng nhà Thục Hán
- Bà Triệu, tướng quân Việt Nam.